# Ein Mann geht durch die Wand (Musical)
Ein Mann geht durch die Wand - Das Musical basiert auf dem gleichnamigen Film mit Heinz Rühmann aus dem Jahre 1959, dem wiederum die Novelle Le Passe Muraille aus dem Jahr 1943 von Marcel Aymé zugrunde liegt.
Die Musik stammt vom Komponisten Michel Legrand, der als dreifacher Oscar-Gewinner u. a. 1983 die Musik zum Barbra-Streisand-Film Yentl schrieb. 1997 bearbeitete er mit dem Schriftsteller Didier van Cauwelaert den komödiantisch-tragischen Stoff als Chanson-Musical für die Bühne (fünf Tony-Award-Nominierungen für die 2003er-Broadway-Version Amour (Liebe)).
Die deutschsprachige Erstaufführung fand in Kooperation mit der Folkwang Universität der Künste im Theater im Rathaus in Essen in der Zeit vom 16. April bis 13. Mai 2012 statt; eine entsprechende Tournee durch die Städte Lingen, Meppen, Bocholt, Lennestadt, Minden, Lünen, Viersen, Hanau, Espelkamp, Pirmasens, Olpe, Neumünster, Wolfsburg, Gifhorn, Waldkraiburg, Amberg, Visp (Schweiz), Singen, Augsburg, Dillingen/Saar, Remscheid, Neu-Isenburg, Gummersbach, Marnach (Luxemburg) und Schweinfurt fand zwischen dem 7. Januar und dem 11. Februar 2014 statt.

## Handlung
Dutilleul sorgt mit Streichen dafür, dass sein ungeliebter Chef an den Rand des Nervenzusammenbruchs gebracht wird, doch in Wahrheit nützt Dutilleul, der nachts für viel Aufsehen sorgt, seine Gabe, um seinen Mitmenschen zu helfen. Insbesondere ist ihm seine Nachbarin Isabelle ans Herz gewachsen, da sie von ihrem Mann, dem Staatsanwalt, wie eine Gefangene eingesperrt wird.
Dutilleul schmiedet den Plan, seinen Widersacher bloßzustellen, da er sämtliche Geheimnisse des Staatsanwalts aus dessen versperrtem Schließfach kennt. Dazu muss sich Dutilleul aber enttarnen und festnehmen lassen. Der Staatsanwalt fordert bei Gericht die Todesstrafe, doch Dutilleul setzt alles auf eine Karte, um Isabells Herz zu erobern.

## Besetzung
| Rolle                 | Tour-Besetzung 2014                 |
| --------------------- | ----------------------------------- |
| Dutilleul             | Mathias Schlung                     |
| Staatsanwalt und Chef | Reinhard Brussmann                  |
| Hure                  | Cornelia Uttinger                   |
| Maler                 | Christian Stadlhofer                |
| Zeitungsverkäufer     | Sven Fliege                         |
| in weiteren Rollen    | Johannes Kiesler und Jörn Seelhorst |